# Sideritis erythrantha
Sideritis erythrantha là một loài thực vật có hoa trong họ Hoa môi. Loài này được Boiss. & Heldr. miêu tả khoa học đầu tiên năm 1853.